# Greta Fernández
Greta Fernández Berbel (Barcellona, 4 febbraio 1995) è un'attrice spagnola.

## Biografia
Figlia del noto attore Eduard Fernández e della scrittrice Esmeralda Berbel, è diventata per essere una delle due protagoniste del film Elisa y Marcela. Ha ricevuto una nomination come miglior attrice non protagonista ai Premi Gaudí 2017 per la sua interpretazione nella pellicola La prossima pelle e ha vinto il premio come miglior attrice agli Worlds Austin SciFi Film Festival 2015 per la sua interpretazione nella pellicola Embers.

## Filmografia parziale

### Cinema
- Ficció, regia di Cesc Gay (2006)

- Amores locos, regia di Beda Docampo Feijóo (2009)
- Tres dies amb la família, regia di Mar Coll (2009)
- Truman - Un vero amico è per sempre (Truman), regia di Cesc Gay (2015)
- Embers, regia di Claire Carré (2015)
- La prossima pelle (La propera pell), regia di Isa Campo e Isaki Lacuesta (2016)
- Amar, regia di Esteban Crespo (2017)
- No sé decir adiós, regia di Lino Escalera (2017)
- Proyecto tiempo, regia di Isabel Coixet (2017)
- Eterna domenica (La enfermedad del domingo), regia di Ramón Salazar (2018)
- Elisa e Marcela (Elisa y Marcela), regia di Isabel Coixet (2019)
- Asamblea, regia di Álex Montoya (2019)
- A Thief's Daughter (La hija de un ladrón), regia di Belén Funes (2019)
- El camino más corto, regia di Arturo Dueñas Herrero (2019)
- El fred que crema, regia di Santi Trullenque (2022)
- Unicorns, regia di Àlex Lora (2023)
- Teresa, regia di Paula Ortiz (2023)
- Cuckoo, regia di Tilman Singer (2024)

## Doppiatrici italiane
Nelle versioni in italiano dei suoi lavori, Greta Fernández è stata doppiata da:
- Lucrezia Marricchi ne La prossima pelle
- Federica Simonelli in Eterna domenica
- Sara Labidi in Elisa e Marcela